# Кравцов, Борис Васильевич
Бори́с Васи́льевич Кравцо́в (род. 28 декабря 1922, Москва, РСФСР) — советский государственный и партийный деятель. Герой Советского Союза (1944). Министр юстиции СССР (1984—1989), кандидат в члены ЦК КПСС (1986—1990). Прокурор РСФСР (1971—1984), государственный советник юстиции 1 класса (1971). Кавалер ордена «За заслуги перед Отечеством» I степени (2021). Почётный гражданин Москвы (2025). Последний остающийся в живых Герой Советского Союза, получивший звание за Великую Отечественную войну.

## Биография

### Ранние годы. Семья, школа
Родился в семье служащего и домохозяйки. Отец — Кравцов Василий Алексеевич (1891—1942; пропал без вести в первый год войны), мать — Кравцова Гликерия Львовна (1901—1999). Кроме Бориса, в семье родилось двое детей: Валентина (старшая сестра) и Анатолий (младший брат).
С 1930 года учился в 131-й московской средней школе, где его одноклассницей была будущая поэтесса Юлия Друнина.

### Служба в армии во время Великой Отечественной войны
В 1941 году окончил среднюю школу и в июне призван в ряды Красной Армии. В августе-октябре был курсантом сапёрного батальона, расположенного в городе Чебаркуль Челябинской области.
В 1942 году оканчивает Одесское артиллерийское училище (переведённое к тому времени в город Сухой Лог Свердловской области) и в звании лейтенанта направляется на Юго-Западный фронт.
Военную службу Кравцов проходил сначала в должности командира взвода топографической разведки 2-го дивизиона 822-го артиллерийского полка 300-й стрелковой дивизии. С июля 1942 года в той же должности воевал во 2-м дивизионе 846-го артиллерийского полка 278-й стрелковой дивизии. В 1943 году в звании гвардии старшего лейтенанта назначен на должность начальника разведки 2-го дивизиона 132-го гвардейского артиллерийского полка 60-й гвардейской стрелковой дивизии.
Кравцов принимал участие в оборонительных боях на Харьковском направлении, в Сталинградской битве, окружении 6-й немецкой армии, в освобождении Павлограда (после чего дивизии было присвоено звание Павлоградской), а также в освобождении города Запорожья.
24 октября 1943 года начальник разведки дивизиона 132-го гвардейского артиллерийского полка гвардии старший лейтенант Б. В. Кравцов с группой разведчиков в составе стрелковых подразделений переправился через Днепр на остров Хортица в районе города Запорожья. Связавшись с дивизионом по радио, корректировал огонь артиллерии и обеспечил подавление выявленных огневых точек противника. Когда контратакующая группа противника окружила разведчиков, гвардии старший лейтенант Кравцов вызвал огонь артиллерии на себя. Плацдарм был удержан и остров очищен от противника. За этот подвиг представлен к званию Героя Советского Союза.
Указом Президиума Верховного Совета СССР от 19 марта 1944 года за образцовое выполнение боевых заданий командования и проявленные при этом мужество и героизм гвардии старшему лейтенанту Борису Васильевичу Кравцову присвоено звание Героя Советского Союза с вручением ордена Ленина и медали «Золотая Звезда» (№ 3636).
31 декабря 1943 года, в канун нового года, гвардии старший лейтенант Кравцов был тяжело ранен. Долго лечился в госпиталях Запорожья, Славянска, Ленинакана.

### Юридическая карьера
В июне 1944 года капитан Кравцов уволен из армии по инвалидности. Лечился в московских санаториях, осенью поступил в Московский автодорожный институт, но из-за обострения раны учёбу пришлось прервать и опять лечиться.
В 1945 году он поступил в Московскую юридическую школу, которую окончил в 1947 году. В 1947—1952 годах учился во Всесоюзном юридическом заочном институте.
Во время учёбы в институте работал судьёй в линейном суде Московско-Окского бассейна, а с 1950 года — в аппарате Министерства юстиции СССР в должности старшего инспектора-ревизора. С ноября 1955 года — инструктор отдела административных органов ЦК КПСС, тогда же избран секретарём парткома Министерства юстиции СССР.
28 января 1960 года Кравцов назначен 1-м заместителем прокурора РСФСР, а в январе 1971 года — Прокурором РСФСР. Тогда же, в 1971 году избран депутатом Верховного Совета РСФСР 8-го созыва. Впоследствии избирался депутатом 9-го и 10-го созывов. В апреле 1984 года избран депутатом Верховного Совета СССР 11-го созыва. С 12 апреля 1984 года по 7 июня 1989 года Кравцов был министром юстиции СССР.
С 1989 года — на пенсии. В 1990 году Кравцов избирается членом правления Клуба Героев Советского Союза и полных кавалеров ордена Славы (в 1995 году переименован в Клуб Героев Советского Союза, Героев России и полных кавалеров ордена Славы), одним из создателей которого он был. С 1993 года является советником по вопросам законности в Гильдии российских адвокатов и вице-президентом Российской ассоциации Героев.
Б. В. Кравцов является автором и соавтором монографий «Советская прокуратура», «Правовая работа в народном хозяйстве». Имеет более 100 публикаций в журналах «Советское государство и право», «Социалистическая законность», «Советская юстиция», «Огонёк», «Ветеран», в газетах «Известия», «Правда», «Советская Россия», «Красная звезда».
После смерти Василия Решетникова 20 марта 2023 года Кравцов стал старейшим по возрасту и дате награждения живущим Героем Советского Союза, последним живущим Героем Советского Союза, родившимся до основания Советского Союза и последним живущим Героем Советского Союза, получившим это звание за Великую Отечественную войну.

## Награды и звания

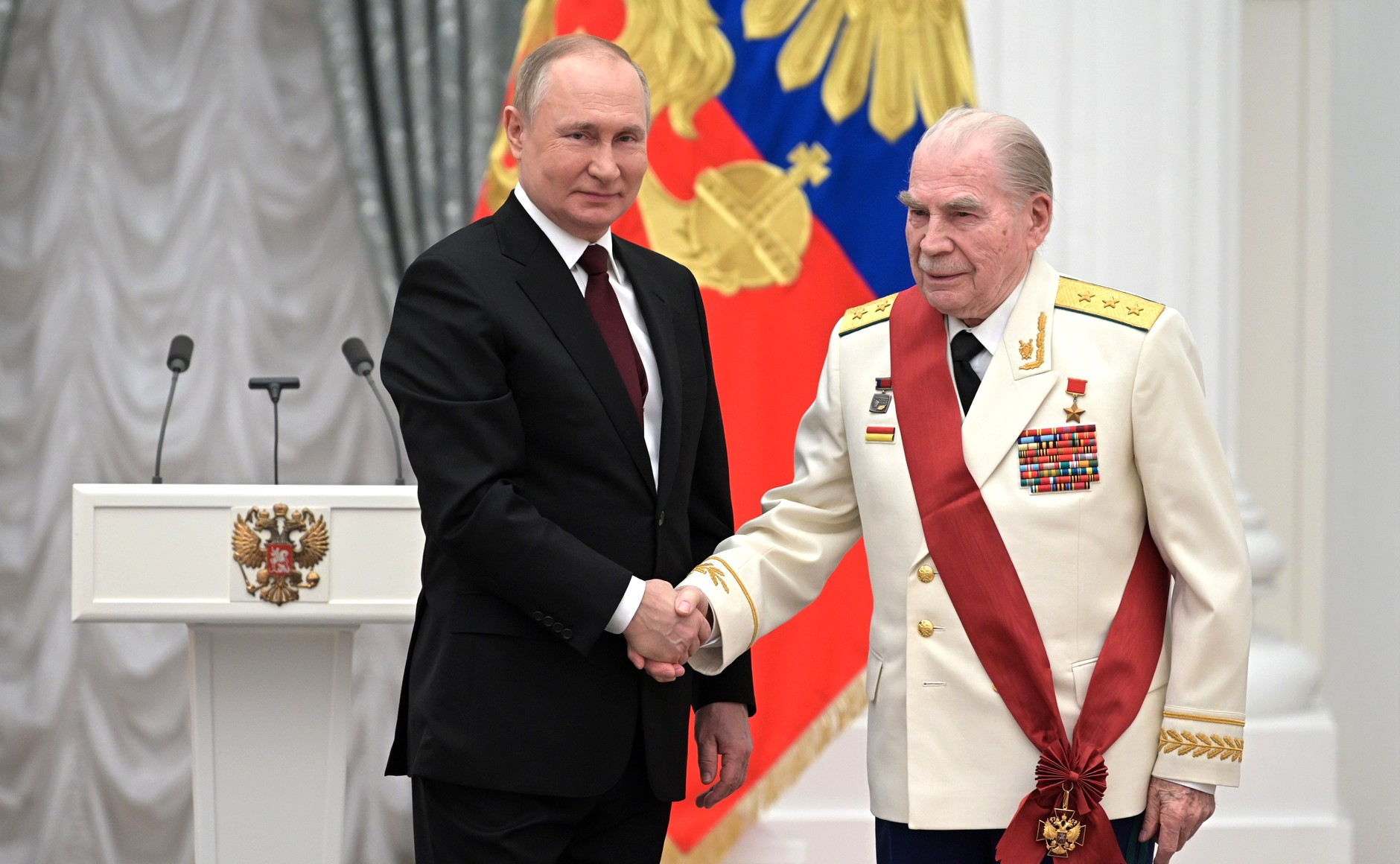
Награждение орденом «За заслуги перед Отечеством» I степени, 2 февраля 2022 года

- Медаль «Золотая Звезда» Героя Советского Союза (19 марта 1944 года).
- Орден «За заслуги перед Отечеством» I степени (24 ноября 2021 года) — за большой вклад в укрепление российской государственности и многолетнюю добросовестную работу[6]
- Орден Александра Невского (26 декабря 2017 года) — за заслуги в укреплении законности, защите прав и интересов граждан, многолетнюю добросовестную работу[7]
- Орден Дружбы народов (7 апреля 1994 года) — за заслуги в ветеранском движении и активное участие в патриотическом воспитании молодёжи[8]
- Орден Ленина (19 марта 1944 года).
- Орден Октябрьской революции.
- Два ордена Трудового Красного Знамени.
- Орден Отечественной войны 1-й степени (11 марта 1985 года).
- Медаль «За оборону Сталинграда».
- Другие медали СССР и РФ.
- Почётная грамота Президента Российской Федерации (27 декабря 2012 года) — за заслуги в укреплении законности, защите прав и интересов граждан, многолетнюю добросовестную службу[9].
- Благодарность Президента Российской Федерации (27 апреля 2015 года) — за заслуги в укреплении законности и правопорядка, многолетнюю добросовестную службу, активную общественную деятельность[10].

- Заслуженный юрист РСФСР.
- Заслуженный работник прокуратуры Российской Федерации (9 января 2012 года) — за заслуги в укреплении законности и правопорядка, многолетнюю добросовестную службу[11]
- Почётный работник прокуратуры.
- Действительный член Академии военно-исторических наук.
- Почётный гражданин города Каменск-Шахтинский (Ростовская область).
- Почётный гражданин города Дербент (Республика Дагестан).
- Почётный гражданин Москвы (29 января 2025 года) — за заслуги перед Отечеством, героизм и самоотверженность, проявленные при защите Родины, активную государственную, научную и общественную деятельность на благо России и столицы[12].